# Kerkiaceae
Famille
Les Kerkiaceae sont une famille d'algues de l'embranchement des Bacillariophyta (Diatomées), de la classe des Coscinodiscophyceae et de l’ordre des Gladiales.

## Étymologie
Le nom de la famille vient du genre type Kerkis, dérivé du grec κέρκος / kérkos, « queue d'un animal », sans doute en référence à la forme de cette diatomée.

## Liste des genres
Selon AlgaeBase (3 juillet 2022) :
- Kerkis R.Gersonde & D.M.Harwood, 1990
  - Espèce type (holotype) Kerkis bispinosa R.Gersonde & D.M.Harwood, 1990

## Systématique
Le nom correct complet (avec auteur) de ce taxon est Kerkiaceae Nikolaev & Harwood.